# Qarwaqucha (Huamalíes)
Qarwaqucha est un lac au Pérou situé dans la région de Huanuco, province de Huamalíes, district de Llata. Il se situe au sud-ouest des lacs Yanaqucha et Saqraqucha, au pied de la montagne Mishiwala (Mishihuala). 

## Voir également
- la liste des lacs du Pérou